# Патрік Янсен
Патрік Янсен (14 грудня 1920 — 23 листопада 2003) — індійський хокеїст на траві.
Олімпійський чемпіон 1948 року.